# Dorota Urbaniak
Dorota Urbaniak est une rameuse canadienne née le 6 mai 1972 à Łask.

## Biographie
En 2000 à Sydney, Dorota Urbaniak est médaillée de bronze olympique en huit avec Heather McDermid, Laryssa Biesenthal, Alison Korn, Emma Robinson, Theresa Luke, Heather Davis, Lesley Thompson-Willie et Buffy Alexander-Williams.

## Palmarès

### Jeux olympiques
- Jeux olympiques d'été de 2000 à Sydney
  -  Médaille de bronze en huit

### Championnats du monde
- Championnats du monde d'aviron 1999 à Saint Catharines
  -  Médaille de bronze en huit

- Championnats du monde d'aviron 1998 à Cologne
  -  Médaille de bronze en huit

- Championnats du monde d'aviron 1997 à Aiguebelette
  -  Médaille d'argent en huit